# El Coyote (revista de Ediciones Cliper)
El Coyote fue un tebeo publicado en España por Ediciones Cliper entre 1947 y 1955 a raíz del éxito obtenido por la serie de novelas homónima creada por José Mallorquí en 1943. Aparte de su serie emblema (una adaptación de estas novelas realizada por el propio escritor y Francisco Batet) acogió otras series, tanto españolas como extranjeras. Fue el primero de las tres grandes revistas de su editorial, seguido luego por "Florita" y "Nicolas", y tuvo dos épocas diferenciadas:

## Primera época (1947-1953)
Constó de 189 números, incluyendo 184 ordinarios con periodicidad bimestral, 1 extraordinario y 4 almanaques, a los que hay que sumar otros dos almanaques más fuera de numeración. Contenía las siguientes series:
| Números | Años      | Título                                                  | Guion          | Dibujo                              | Comentario                                         |
| ------- | --------- | ------------------------------------------------------- | -------------- | ----------------------------------- | -------------------------------------------------- |
| 1-      | 1947      | El Coyote                                               | José Mallorquí | Francisco Batet                     |                                                    |
| 1-      | 1947      | Máscara Negra                                           |                | Vicente Roso                        |                                                    |
| 1-      | 1947      | Hazañas de Mac Larry                                    |                | Vicente Roso                        | Adaptación de las novelas de Enrique Cuenca Granch |
| 1-      | 1947      | Andanzas de Florita                                     |                | Vicente Roso                        |                                                    |
| 1-      | 1947      | Una aventura completa de Billy el Niño                  |                | Alejandro Blasco                    |                                                    |
| 1-      | 1947      | El Charro López                                         |                | Francisco Darnís                    |                                                    |
| 1-      | 1947      | Rabituerto                                              |                | Adriano Blasco                      |                                                    |
|         |           | Al Dany                                                 |                | Enrico Bagnoli                      |                                                    |
|         |           | Ángel Audaz                                             | Ricardo Acedo  | Francisco Hidalgo                   |                                                    |
|         |           | Bill Norton, de la Policía Montada                      |                | José Bielsa                         |                                                    |
|         |           | Dick Tober                                              | Ricardo Acedo  | Francisco Hidalgo                   |                                                    |
|         |           | El Encapuchado                                          |                | Adriano Blasco                      |                                                    |
|         |           | El Hombre Eléctrico                                     |                | Alfons Figueras                     |                                                    |
|         |           | Jíbaro Vargas                                           |                | José Bielsa                         |                                                    |
|         |           | Jinete del Espacio                                      | José Mallorquí | Francisco Darnís                    |                                                    |
|         |           | Kay y El Lagarto Humano                                 |                | Ripoll G.                           |                                                    |
|         |           | Los Misterios del Mundo                                 |                | Francisco Darnís                    |                                                    |
|         |           | Maru y Taylor                                           |                | Adriano Blasco                      |                                                    |
|         |           | Mr. Radar                                               |                | Alfons Figueras                     |                                                    |
|         | 1948-1953 | Skilled                                                 | Ricardo Acedo  | Francisco Hidalgo, Rafael Cortiella |                                                    |
|         | 1948      | Bartolo, el Rey del Rancho                              | Pedro Alférez  | Pedro Alférez                       |                                                    |
|         | 1949      | El Sargento Ryan, de la Real Policía Montada del Canadá | Feralgo        | Pedro Alférez                       |                                                    |
|         | 1950      | Pistol Jim                                              | Carlos Freixas | Carlos Freixas, Tomás Porto         |                                                    |
|         | 1953      | Paquito Brocha                                          | Arnalot        | Arnalot                             | Procedía de Nicolás                                |

## Segunda época (1954-1955)
Constó de 14 números de periodicidad semanal.